# 프로비던스 파크
프로비던스 파크(Providence Park)는 미국의 축구 경기장이다. 현재 MLS 포틀랜드 팀버스와 NWSL 포틀랜드 손스 FC의 홈 경기장으로 사용하고 있으면 과거 USFL 포틀랜드 브레이커스의 홈경기장으로 사용했다.
| MLS 올스타전 개최 경기장 |                        |                       |
| 2013년                   | 2014년 프로비던스 파크 | 2015년                |
| 스포팅 파크              | 2014년 프로비던스 파크 | 딕스 스포팅 구즈 파크 |
|                          |                        |                       |
|                          |                        |                       |

## 같이 보기
- 축구 경기장